# 陆琇
陆琇（？—？），鲜卑姓步六孤氏，字伯琳，河南郡洛阳县（今河南省洛阳市东）人，北魏官员。

## 生平
陆琇是陆馛的第五子，生母赫连氏身高七尺九寸，很有妇德，陆馛有把爵位传给陆琇的意思。陆琇虚龄九岁时，陆馛对他说：“你的祖父东平王陆俟有十二个儿子，我是嫡长子，继承家业，如今已年老，你正年幼，难道能担任陆氏的宗族首领吗？”陆琇回答说：“如果不是较量气力，何必担心年幼。”陆馛感到惊讶，于是立陆琇为世子，陆馛去世后，陆琇继承了建安王的爵位。陆琇沉稳刚毅少言语，喜欢读书，因为是功臣的子孙被授任侍御长、给事中，升任黄门侍郎，转任太常少卿、散骑常侍、太子左詹事、兼任北海王师、光禄大夫，转任祠部尚书、司州大中正。太和十九年（495年），魏孝文帝元宏诏令司空公穆亮、领军将军元俨、中护军广阳王元嘉和尚书陆琇担任鲜卑四大中正，一起分定鲜卑姓族。太和二十年八月戊戌（496年8月31日），魏孝文帝前往嵩山，太子元恂留守金墉城，元恂在西掖门内和左右谋划，想要征发牧马轻骑逃到平城，元恂在皇宫中亲手杀死太子中庶子高道悦。领军元俨关住皇宫的门防备阻止，夜间才得以宁静。第二天（496年9月1日）早晨，陆琇骑马飞驰到嵩山启奏魏孝文帝，魏孝文帝听说后惊异惋惜，对外将此事保密，到了汴口才返回洛阳。陆琇后来因为堂兄陆叡之事被免官。
景明初年，陆琇试任河内郡太守。景明二年（501年）五月，咸阳王元禧谋反时命令儿子元通与尹仵期、薛继祖等人偷偷前往陆琇家中，准备占据河内郡。陆琇一开始与元通传递消息，听说元禧失败，将元通斩首，将首级送到朝廷。当时因为陆琇不先押送元通，在元禧失败后才将元通斩首，责问陆琇传递消息之事，征召陆琇到廷尉。廷尉少卿崔振彻底查办罪状，将陆琇定罪大逆，陆氏的宗族老少都被拘捕。陆琇内外亲戚和朝廷显贵都为他说话，崔振研查案情毫不松懈，终究没有宽纵。将要大赦时，陆琇在监狱中死去。陆琇的弟弟陆凯上书伸冤，魏宣武帝元恪诏令恢复陆琇的爵位，他的儿子陆景祚继承爵位。

## 家庭

### 父母
- 陆馛，北魏安南将军、太保、建安贞王
- 赫连氏

### 兄弟
- 陆凯，北魏正平郡太守

### 子女
- 陆景祚，北魏建安公
- 陆净，北齐征西将军、金紫光禄大夫、建安公[13]
- 陆蒺藜，第二女，嫁北魏宁朔将军、员外散骑常侍、赵武公罗宗[14]
- 陆顺华，嫁北魏持节、安东将军、济州刺史、东安王元凝[15]
- 陆氏，嫁北魏镇北将军、散骑常侍、金紫光禄大夫、太常卿元固[16]